# Bythinella eurystoma
Bythinella eurystoma е вид коремоного от семейство Hydrobiidae. Видът е уязвим и сериозно застрашен от изчезване.

## Разпространение и местообитание
Разпространен е във Франция.
Обитава сладководни басейни и реки.

## Описание
Популацията на вида е намаляваща.